# 茲拉托烏斯托韋
46°59′25″N 31°1′18″E / 46.99028°N 31.02167°E

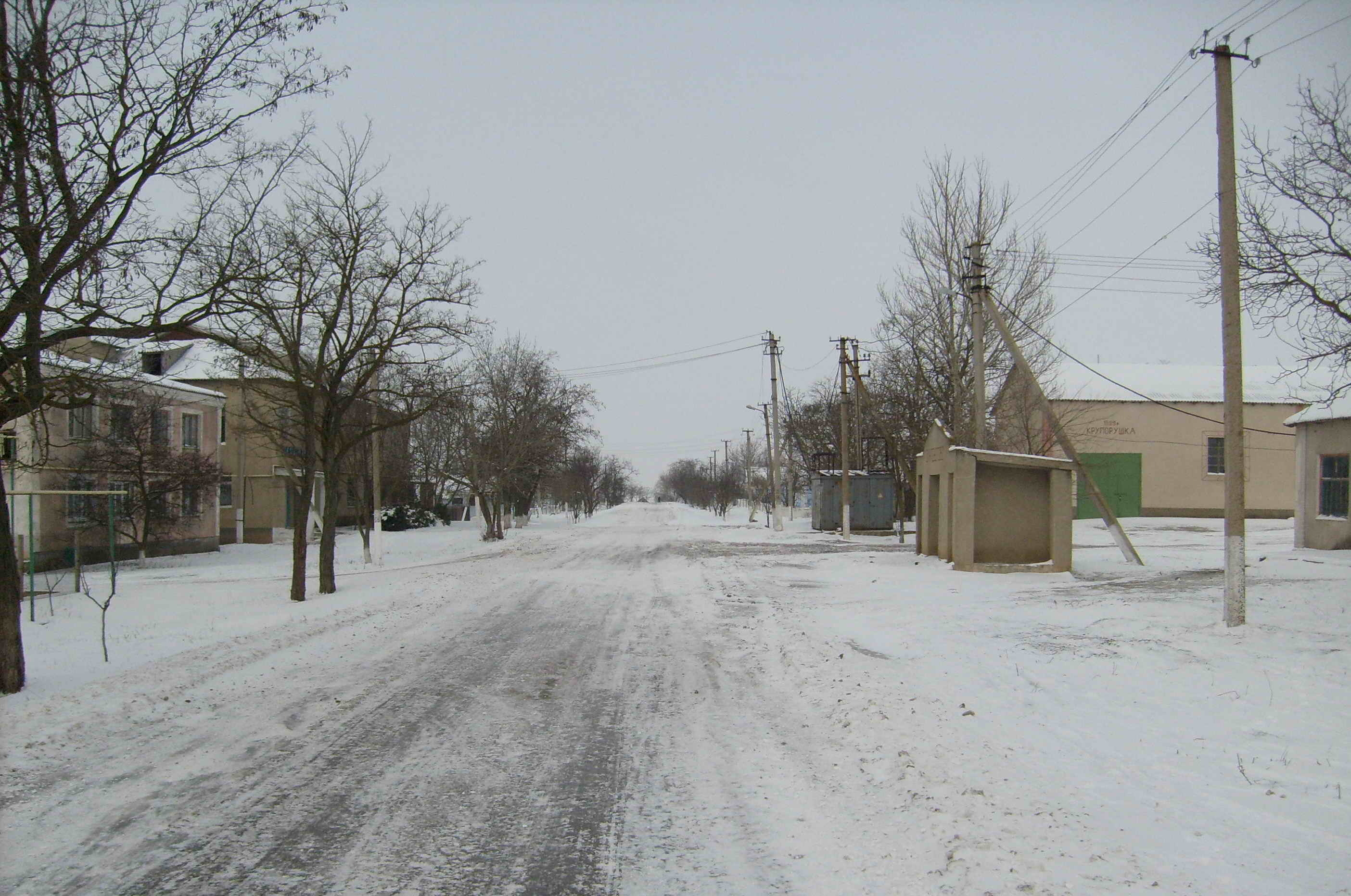

茲拉托烏斯托韋（烏克蘭語：Златоустове）是位於烏克蘭西南部的村莊，由敖德萨州贝雷济夫卡区的貝雷濟夫卡市鎮負責管轄。該村始建於1826年，面積2.84平方公里，海拔高度2米，2001年人口525，人口密度每平方公里184.86人。